# Старо-Петергофский проспект
Ста́ро-Петерго́фский проспект — проспект в Адмиралтейском районе Санкт-Петербурга. Соединяет Старо-Калинкин мост через реку Фонтанку с площадью Стачек. Пересекает Обводный канал. Ново-Калинкин мост соединяет две его части.

## История
В XVIII веке улицу относили то к Екатерингофской улице (проспект Римского-Корсакова), то к Петергофской дороге (проспект Стачек).
В 1776 году появилось название Лифляндский проспект или Лифляндская улица (от реки Фонтанки до будущего Обводного канала) в честь части города, которая называлась Лифляндское предместье.
С 1784 года Петергофская першпектива, с 1798 года Петергофский проспект до 1922 года, с середины XIX века Старый Петергофский или Старо-Петергофский.
3 ноября 1922 года получил название проспект Юного Пролетария (с 1917 года в доме 28 размещался культурно-просветительский клуб рабочей молодежи Нарвского района).
С 1920 по 1925 год в доме 19 по Старо-Петергофскому проспекту размещалась школа-коммуна для трудновоспитуемых подростков имени Достоевского, основанная педагогом В. Н. Сорока-Росинским, известная по повести Г. Белых и Л. Пантелеева «Республика ШКИД». Позже это здание заняла швейная фабрика имени Володарского. В 2008 году в здании открылся бизнес-центр «Петергофский».
С 31 октября 1933 года проспект Газа (в честь И. И. Газы, который жил в доме 42). Мемориальная доска, Старо-Петергофский проспект, дом 42:
«В этом доме жил Секретарь Ленинградского Комитета В. К. П.(б.), рабочий „Красного Путиловца“ И. И. Газа. 1894—1933».
В 1967 году был построен дом 44, в котором располагался производственный комбинат Ленинградского отделения Музыкального фонда СССР, выпускавший магнитофильмы на собственной студии звукозаписи. В 1973 году в здании открылся Дом музыки Музыкального фонда РФ.

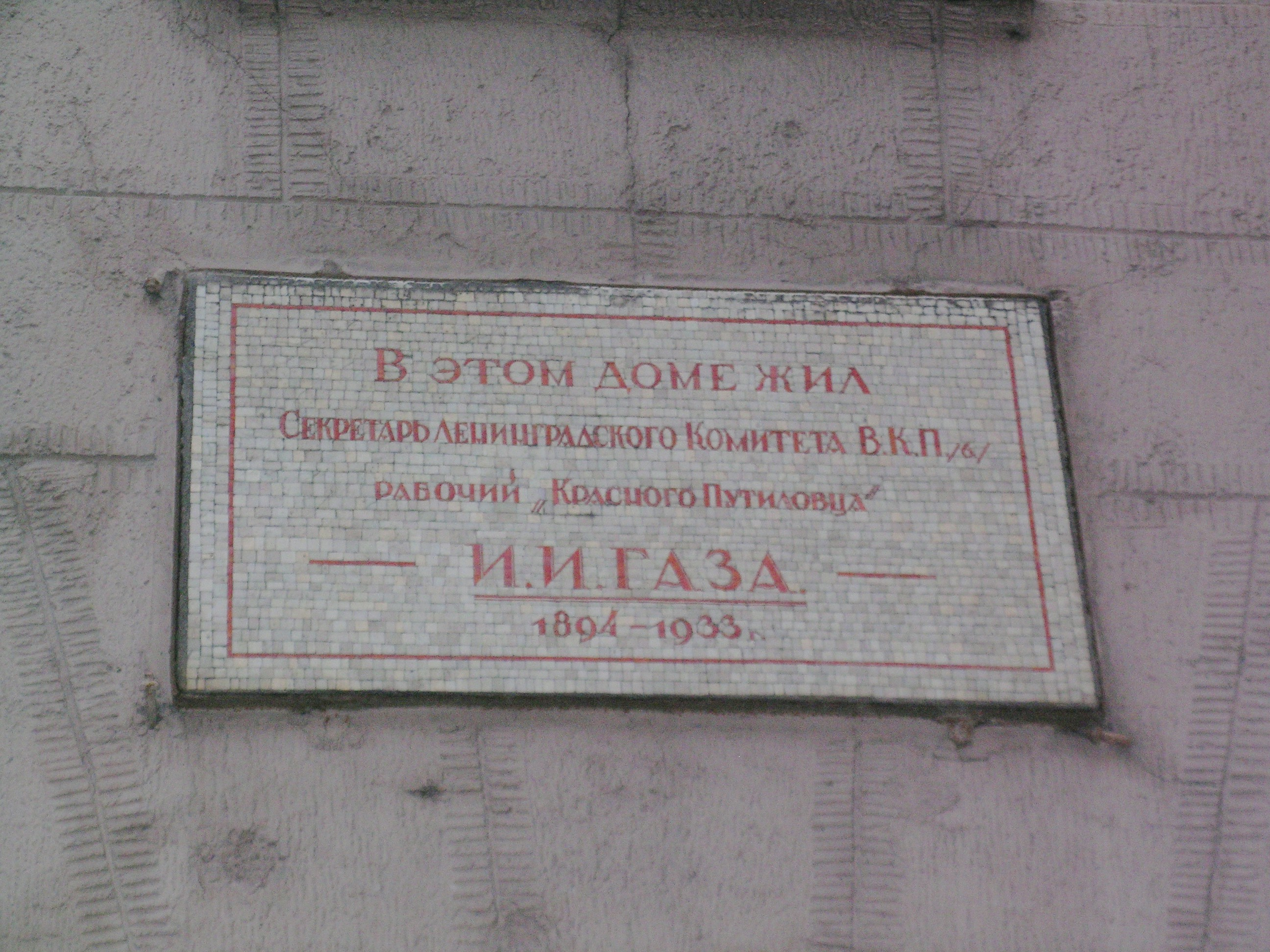
И. И. Газа,
мемориальная доска,
Старо-Петергофском пр.,
д. 42, «В этом доме жил Секретарь Ленинградского Комитета В. К. П.(б.), рабочий „Красного Путиловца“
И. И. Газа. 1894—1933»
1934 год. Мозаика

4 октября 1991 года проспекту было возвращено название Старо-Петергофский.

## Транспорт
В начале проспекта, у площади Стачек, расположена станция метро «Нарвская».
По проспекту проходят маршруты автобусов № 2, 6, 22, 35, 49, 66, 70, 71.
На всем протяжении проспекта проложены трамвайные пути. Они используются маршрутами № 16 и 41. С 2006 по 2013 год участок от площади Стачек до набережной Обводного канала не использовался. 1 марта 2013 года маршрут № 16 был продлен от площади Репина до площади Стачек.
До мая 1994 года на участке от площади Стачек до Рижского проспекта существовало троллейбусное движение. При реконструкции проспекта линия была демонтирована и затем не восстановлена.

## Галерея
|           |                           |                                               |                                  |
| Дом 9а    | Дом 9а с двумя названиями | Калинкинский военно-морской госпиталь. Корпус | Корпус Военно-морского госпиталя |
|           |                           |                                               |                                  |
| Вид улицы | Дом 9 корпус 4            | Дом 42. Мемориальная доска                    | Школа имени Достоевского         |

## Пересечения
Старо-Петергофский проспект граничит или пересекается со следующими площадями, проспектами, улицами и переулками, мостами:
- Площадь Стачек
- Нарвский проспект
- набережная Обводного канала
- Ново-Калинкин мост
- Курляндская улица
- Рижский проспект
- набережная реки Фонтанки
- Старо-Калинкин мост